# Tanjong Pagar Centre
Das Tanjong Pagar Center, auch als Guoco Tower bekannt, ist ein gemischt genutztes Gebäude im Stadtteil Tanjong Pagar von Singapur. Mit einer Höhe von 290 m ist es derzeit das höchste Gebäude in Singapur und bricht damit den Rekord, den der UOB Plaza seit mehr als 20 Jahren hielt.
Der 2016 fertiggestellte Wolkenkratzer mit 64 Stockwerken und 1,7 Millionen Quadratmetern Fläche wurde von GuocoLand geplant und von Skidmore, Owings & Merrill entworfen. Die Bauarbeiten wurden von der Bauabteilung des südkoreanischen Konzerns Samsung durchgeführt. Es ist der derzeitige Hauptsitz von Guocoland Limited und der einzige Wolkenkratzer in der Stadt, der von der Höhenbeschränkung von 280 m ausgenommen ist, dank einer Sondergenehmigung der Regierung. Das Tanjong Pagar Center beherbergt den Tanjong Pagar Park auf dem Dach, einen Apartmentkomplex und ein Hotel der Kette Sofitel Hotels & Resorts.
Die Errichtung hat ca. 3,2 Mrd. Singapur-Dollar gekostet. Das Design des Gebäudes gewann mehrere Preise.
Der Milliardär James Dyson erwarb im Juni 2019 das zu diesem Zeitpunkt höchste und teuerste Apartment Singapurs für 54,2 Mio. USD, das sich in den Stockwerken 62 bis 64 des Hochhauses befindet.